# Rush River (Minnesota)
Der Rush River ist ein Nebenfluss des Minnesota River und verläuft vollständig im Sibley County im US-Bundesstaat Minnesota, sein hydrologisches Einzugsgebiet umfasst aber auch Teile des Nicollet und des McLeod County.

## Verlauf
Der Rush River beginnt am Zusammenfluss seines mittleren und seines nördlichen Quellflusses, ungefähr bei 94,1° westlicher Länge und 44,5° nördlicher Breite. Von diesem Punkt aus fließt er hauptsächlich in östlicher Richtung, der südliche Quellfluss mündet etwa bei 94,0°  westlicher Länge und 44,5° nördlicher Breite. Ab dieser Stelle fließt er weiter in östlicher Richtung bis ungefähr 4,6 km (2,9 Meilen) nordnordöstlich von Le Sueur (Minnesota), an seiner Mündung in den Minnesota River, der von hier nach Nordosten bis zur Mündung in den Mississippi River fließt.

### Nördlicher Zweig des Rush River
Der nördliche Zweig des Rush River wird vom Titlow Lake gespeist und fließt nach Südosten bis zur Einmündung des mittleren Zweiges des Rush River etwa 12,5 km (7,8 Meilen) südöstlich von Gaylord (Minnesota), an der der eigentliche Rush River beginnt.

### Mittlerer Zweig des Rush River
Der mittlere Zweig des Rush River entspringt in der Nähe von Gibbon (Minnesota) und fließt von der Quelle bis zur Vereinigung mit dem Nördlichen Zweig direkt in östlicher Richtung.

### Südlicher Zweig des Rush River
Der südliche Zweig des Rush River entspringt zwischen Winthrop und Lafayette, etwas mehr als 16 km (10 Meilen) westsüdwestlich von Gaylord in der Nähe der Grenze zwischen dem Sibley und dem Nicollet County und fließt von dort in ostnordöstlicher Richtung bis zur Mündung in den Rush River.